# Salvia abrotanoides
Salvia abrotanoides es una especie de planta herbácea de la familia de las lamiáceas.

## Taxonomía
La especie fue descrita inicialmente como Perovskia abrotanoides por Grigori Karelin y publicada en Bulletin de la Société impériale des naturalistes de Moscou 14: 15, en 1841, actualmente es tanto un sinónimo como el basónimo de esta; y ulteriormente, sería transferida al género Salvia por Kenneth J. Sytsma en Taxon 66(1): 140, en 2017.

#### Etimología
Véase: Salvia
abrotanoides: epíteto que combina el nombre del epíteto de la especie Artemisia abrotanum y el sufijo griego οιδες (-oides); "semejanza"; propiamente "semejante a Artemisia abrotanum", refiriéndose a la similitud en la apariencia de la planta con susodicha especie.

#### Híbridos
- Salvia × ferganica Sennikov, 2021